# Gos Trisang Yalag
Gos Trisang Yalag (tibétain : མགོས་ཁྲི་བཟང་ཡབ་ལག, Wylie : mgos khri bzang yab lag) est un homme politique de l'Empire du Tibet.  Il est lönchen (བློན་ཆེན་, blon chen, lönchen, chancelier du Tibet) de 768 à 782.